# Episodi di Scienza e fantasia (prima stagione)
La prima stagione di Scienza e fantasia andò in onda negli Stati Uniti in syndication dal 5 aprile 1955 al 17 febbraio 1956.
| nº | Titolo originale            | Prima TV USA      | Titolo italiano             | Prima TV Italia   |
| -- | --------------------------- | ----------------- | --------------------------- | ----------------- |
| 1  | Beyond                      | 9 aprile 1955     |                             |                   |
| 2  | Time Is Just a Place        | 16 aprile 1955    |                             |                   |
| 3  | Out of Nowhere              | 23 aprile 1955    |                             |                   |
| 4  | Y.O.R.D.                    | 30 aprile 1955    |                             |                   |
| 5  | Stranger in the Desert      | 7 maggio 1955     |                             |                   |
| 6  | No Food for Thought         | 14 maggio 1955    |                             |                   |
| 7  | The Brain of John Emerson   | 21 maggio 1955    |                             |                   |
| 8  | Spider, Inc.                | 28 maggio 1955    |                             |                   |
| 9  | Death at 2 A.M.             | 4 giugno 1955     |                             |                   |
| 10 | Conversation with an Ape    | 11 giugno 1955    |                             |                   |
| 11 | Marked 'Danger              | 18 giugno 1955    | Segnale di pericolo         | 18 settembre 1958 |
| 12 | Hour of Nightmare           | 25 giugno 1955    |                             |                   |
| 13 | 100 Years Young             | 2 luglio 1955     | Una vecchia lettera d'amore | 11 dicembre 1958  |
| 14 | The Strange Dr. Lorenz      | 9 luglio 1955     | L'amico delle api           | 4 dicembre 1958   |
| 15 | The Frozen Sound            | 30 luglio 1955    | Il suono cristallizzato     | 18 dicembre 1958  |
| 16 | The Stones Began to Move    | 9 agosto 1955     |                             |                   |
| 17 | The Lost Heartbeat          | 13 agosto 1955    | Un signore ostinato         | 15 gennaio 1959   |
| 18 | The World Below             | 27 agosto 1955    | La città sottomarina        | 2 gennaio 1959    |
| 19 | Barrier of Silence          | 3 settembre 1955  |                             |                   |
| 20 | Negative Man                | 10 settembre 1955 | L'uomo elettrico            | 16 ottobre 1958   |
| 21 | Dead Reckoning              | 17 settembre 1955 | Volo cieco                  | 27 febbraio 1959  |
| 22 | A Visit from Dr. Pliny      | 24 settembre 1955 |                             |                   |
| 23 | The Strange People at Pecos | 1º ottobre 1955   |                             |                   |
| 24 | Dead Storage                | 8 ottobre 1955    | Il cucciolo di Mammuth      | 19 febbraio 1959  |
| 25 | The Human Equation          | 15 ottobre 1955   |                             |                   |
| 26 | Target Hurricane            | 22 ottobre 1955   |                             |                   |
| 27 | The Water Maker             | 29 ottobre 1955   |                             |                   |
| 28 | The Unexplored              | 5 novembre 1955   |                             |                   |
| 29 | The Hastings Secret         | 12 novembre 1955  |                             |                   |
| 30 | Postcard from Barcelona     | 19 novembre 1955  | Cartoline da Barcellona     | 25 dicembre 1958  |
| 31 | Friend of a Raven           | 26 novembre 1955  | Il settimo senso            | 22 gennaio 1959   |
| 32 | Beyond Return               | 3 dicembre 1955   |                             |                   |
| 33 | Before the Beginning        | 10 dicembre 1955  |                             |                   |
| 34 | The Long Day                | 17 dicembre 1955  |                             |                   |
| 35 | Project 44                  | 24 dicembre 1955  | Progetto 44                 | 13 novembre 1958  |
| 36 | Are We Invaded?             | 31 dicembre 1955  | Il sesto pianeta            | 6 novembre 1958   |
| 37 | Sound of Murder             | 7 gennaio 1956    |                             |                   |
| 38 | Operation Flypaper          | 14 gennaio 1956   |                             |                   |
| 39 | The Other Side of the Moon  | 28 gennaio 1956   | L'altra faccia della luna   | 6 gennaio 1959    |

## Beyond
- Prima televisiva: 9 aprile 1955

### Trama
- Guest star: William Lundigan (maggiore Fred Gunderman), Bruce Bennett (generale Troy), Tom Drake (dottor James Everett), Ellen Drew (Helen Gunderman), Basil Ruysdael (Prof. Samuel Carson), Douglas Kennedy (colonnello R.J. Barton), Michael Fox (Radar Man), Robert Carson (capitano Ferguson), Mark Lowell (operatore radio)

## Time Is Just a Place
- Prima televisiva: 16 aprile 1955

### Trama
- Guest star: Don DeFore (Al Brown), Marie Windsor (Nell Brown), Warren Stevens (Ted Heller), Peggy O'Connor (Ann Heller)

## Out of Nowhere
- Prima televisiva: 23 aprile 1955

### Trama
- Guest star: Richard Arlen (dottor Osbourne), Jess Barker (dottor Jeffries), Carlyle Mitchell (Kenyon), Irving Mitchell (sovrintendente), Jonathan Hale (dottor Milton), Hal Forrest (Fleming), Craig Duncan (Robb), Elsie Baker (donna delle pulizie), Bob Templeton

## Y.O.R.D.
- Prima televisiva: 30 aprile 1955

### Trama
- Guest star: Walter Kingsford (dottor Lawton), Rachel Ames (Edna Miner), Louis Jean Heydt (tenente Col. Van Dyke), DeForest Kelley (capitano Hall, M.D.), Kenneth Tobey (tenente Dunne), John Bryant (Warrant Officer Milligan), Clark Howat (capitano Boyce)

## Stranger in the Desert
- Prima televisiva: 7 maggio 1955

### Trama
- Guest star: Marshall Thompson (Gil Collins), Gene Evans (Bud Porter), Lowell Gilmore (Ballard), John Mitchum (sceriffo Grayson), Ray Bennett (Deputy Charlie)

## No Food for Thought
- Prima televisiva: 14 maggio 1955

### Trama
- Guest star: John Howard (dottor Paul Novak), Otto Kruger (dottor Emmanuel Hall), Vera Miles (dottor Jan Corey), Stanley Andrews (sceriffo Simpson), Clarence Lung (dottor Lee Su-Yin), Hank Patterson (Joe, postman), Hal K. Dawson (Silas Baker)

## The Brain of John Emerson
- Prima televisiva: 21 maggio 1955

### Trama
- Guest star: John Howard (John Emerson), Ellen Drew (Diane Turner), Joyce Holden (Joan), Robert F. Simon (Police Capt. Damon), Michael Fox (dottor Franklin), Jackie Blanchard (infermiera), Charles Maxwell (dottor Norman Turner)

## Spider, Inc.
- Prima televisiva: 28 maggio 1955

### Trama
- Guest star: Gene Barry (Joe Ferguson), Audrey Totter (Ellie Ferguson), Ludwig Stössel (Mr. Rogers), Robert Clarke (Frank), Herbert Rudley (Mr. McAdoo), Frank Hanley (dottor Hemingway), Phil Arnold (Schmidt), George Meader (Mr. Malloy)

## Death at 2 A.M.
- Prima televisiva: 4 giugno 1955

### Trama
- Guest star: Skip Homeier (Bill Reynolds), John Qualen (Prof. Avery), Ted de Corsia (detective Sgt. Cox), Virginia Hunter (Paula Kennedy), Douglas Henderson (Mr. Lewis)

## Conversation with an Ape
- Prima televisiva: 11 giugno 1955

### Trama
- Guest star: Barbara Hale (Nancy Stanton), Hugh Beaumont (dottor Guy Stanton), Paul Birch (Pete Lane)

## Marked 'Danger
- Prima televisiva: 18 giugno 1955

### Trama
- Guest star: Otto Kruger (dottor Werner Engstrom), Arthur Franz (Fred Strand), Nancy Gates (Lois Strand), John Alvin (dottor Thomas), Phyllis Cole (infermiera), Steve Pendleton (dottor Briggs), John Pickard (sceriffo Carson)

## Hour of Nightmare
- Prima televisiva: 25 giugno 1955

### Trama
- Guest star: William Bishop (Mel Wingate), Lynn Bari (Verda Wingate), Charles Evans (Ed Tratnor), Tony Barrett (comandante di Polizia), Christopher Dark (Ramon Sanchez)

## 100 Years Young
- Prima televisiva: 2 luglio 1955

### Trama
- Guest star: Ruth Hussey (Bernice Knight), John Abbott (John Bowers), John Archer (Police Lt. Mike Redding), Charles Meredith (Mr. Lyman), Larry Hudson (Dick—Police Scientist)

## The Strange Dr. Lorenz
- Prima televisiva: 9 luglio 1955

### Trama
- Guest star: Edmund Gwenn (dottor Lorenz), Donald Curtis (dottor Fred Garner), Kristine Miller (Helen Tuttle), Charles Wagenheim (Everett), Hank Patterson (George), Madge Cleveland (Mrs. LeBlanc)

## The Frozen Sound
- Prima televisiva: 30 luglio 1955

### Trama
- Guest star: Marshall Thompson (dottor David J. Masters), Marilyn Erskine (Linda Otis), Ray Collins (dottor Milton Otis), Elizabeth Patterson (Hannah), Michael Fox (dottor Gordine), Frank Marlowe (Lester), Morgan Windbeil (Lester)

## The Stones Began to Move
- Prima televisiva: 12 agosto 1955

### Trama
- Guest star: Basil Rathbone (dottor Victor Berenson), Robin Short (dottor Paul Kincaid), Jean Willes (Virginia Kincaid), Heinie Conklin (Janitor), Russ Conway (detective Lt. Crenshaw), Richard Flato (dottor Ahmed Abdullah), Jonathan Hale (dottor Morton Archer), Carol Thurston (Seja Dih's Granddaughter), Helen Van Camp (Maid)

## The Lost Heartbeat
- Prima televisiva: 13 agosto 1955

### Trama
- Guest star: Zachary Scott (dottor Richard Marshall), Walter Kingsford (dottor John Crane), Jan Shepard (Joan Crane), Tom McKee (Bill - doctor with package), John Mitchum (Mr. Evans), Ted Thorpe (Houseboy), Gordon Wynn (dottore who asks 'Did you locate Dr. Marshall?'), Pierce Lyden (Anesthetist)

## The World Below
- Prima televisiva: 27 agosto 1955

### Trama
- Guest star: Gene Barry (capitano John Forester), Marguerite Chapman (Jean Forester), Tol Avery (Prof. Buck Weaver), George Eldredge (Comdr. Stanley), Paul Dubov (tenente Carruthers), Bill Stout (TV annunciatore), James Waters (ufficiale pubblico), John Phillips (Sonar Operator), George E. Mather (operatore radio)

## Barrier of Silence
- Prima televisiva: 3 settembre 1955

### Trama
- Guest star: Adolphe Menjou (dottor Elliott Harcourt), Warren Stevens (Prof. Richard Sheldon), Phyllis Coates (Karen Sheldon), Charles Maxwell (Thornton), John Doucette (Neilson)

## Negative Man
- Prima televisiva: 10 settembre 1955

### Trama
- Guest star: Dane Clark (Vic Murphy), Beverly Garland (Sally Torens), Carl 'Alfalfa' Switzer (Pete), Robert F. Simon (Prof. Norman Stern), Joseph Forte, Patrick Miller (Joe), David Alpert (Reese), Tom Daly, Peter Davis (Frank)

## Dead Reckoning
- Prima televisiva: 17 settembre 1955

### Trama
- Guest star: James Craig (capitano John Perry), Steve Brodie (Ist Lt. David Cramer), Arleen Whelan (Evelyn Raleigh), Adam Williams (1st Lt. Frank Buchanan), Art Lewis (Tech Sgt. Cornelius 'Corny' Cooper), Everett Glass (dottor Millard Townsend), Frank Gerstle (The Commanding Officer), Tom Anthony (Tom, the Navigator)

## A Visit from Dr. Pliny
- Prima televisiva: 24 settembre 1955

### Trama
- Guest star: Edmund Gwenn (dottor Pliny), William Schallert (Mr. Thomas), Juney Ellis (Mrs. Peterson), John Stephenson (dottor Brewster), Morris Ankrum (George Halsey), Marilyn Saris (Ruth), Howard Wright (dottor Miller), Victoria Fox (britannico Institute Receptionist)

## The Strange People at Pecos
- Prima televisiva: 1º ottobre 1955

### Trama
- Guest star: Arthur Franz (Jeff Jamison), Doris Dowling (Celia Jamison), Barry Froner (Jamison Boy), Andrew Glick (Terry Jamison), Dabbs Greer (Arthur Kern), Rachel Ames (Amy Kern), Beverly Washburn (Laurie Kern), James Westerfield (dottor Charles Conselman), Paul Birch (sceriffo), Hank Patterson (camionista)

## Dead Storage
- Prima televisiva: 8 ottobre 1955

### Trama
- Guest star: Virginia Bruce (dottor Myrna Griffin), Booth Colman (dottor McLeod), Walter Coy (Warren Keath), Robert H. Harris (dottor Robinson), Douglas Henderson (dottor Avery)

## The Human Equation
- Prima televisiva: 15 ottobre 1955

### Trama
- Guest star: Macdonald Carey (dottor Lee Seward), Jean Byron (Nan Guild), Peter Adams (dottor Clements), Herbert Heyes (governatore), Tom McKee (dottor Upton), Michael Winkelman (Kenny Guild), George Meader (dottor Albert Finch), Elizabeth Whitney (Cleaning Woman), Marjorie Bennett (Witness)

## Target Hurricane
- Prima televisiva: 22 ottobre 1955

### Trama
- Guest star: John Bryant (tenente), Ray Collins (Hugh Fredericks), John Doucette (colonnello Stewart), Margaret Field (Julie Tyler), Robert Griffin (Walter Bronson), Gary Marshall (Bobby Tyler), Marshall Thompson (James Tyler), Will J. White (sergente)

## The Water Maker
- Prima televisiva: 29 ottobre 1955

### Trama
- Guest star: Virginia Grey (Sheila Dunlap), John Mitchum (sceriffo), Craig Stevens (David Brooks), William Talman (Norman Conway), Elmore Vincent (Charlie)

## The Unexplored
- Prima televisiva: 5 novembre 1955

### Trama
- Guest star: George Crise (Student), George Eldredge (Dean), Paul Hahn (tenente Healy), Madge Kennedy (Mrs. Canby), Ruta Lee (Student), Osa Massen (Julie Bondar), Kent Smith (professore Alex Bondar), Harvey Stephens (Henry Stark)

## The Hastings Secret
- Prima televisiva: 12 novembre 1955

### Trama
- Guest star: Morris Ankrum (dottor Clausen), Barbara Hale (Pat Hastings), Bill Williams (Bill Twining)

## Postcard from Barcelona
- Prima televisiva: 19 novembre 1955

### Trama
- Guest star: Keefe Brasselle (Edward Burton), Charles Cane (sceriffo Alderson), Cyril Delevanti (Thatcher), Walter Kingsford (dottor Cole), Christine Larsen (Nina Keller)

## Friend of a Raven
- Prima televisiva: 26 novembre 1955

### Trama
- Guest star: Virginia Bruce (Jean Gordon), Charles Cane (Truant Officer Frank Jenkins), William Ching (Walter Daniels), Richard Eyer (Timmy Daniels), Barney Phillips (dottor Hoster)

## Beyond Return
- Prima televisiva: 3 dicembre 1955

### Trama
- Guest star: Zachary Scott (dottor Erwin Bach), Joan Vohs (Kyra Zelas), Peter Hansen (dottor Dan Scott), Tom De Graffenreid (Police Officer), Alan Reynolds (Police Officer), Dennis Moore (Robbery Victim), Elizabeth Slifer (Mrs. Shea, Housekeeper), James Seay (James Russell), Kay Faylen (Blonde Nurse), Toni Carroll (Brunette Nurse)

## Before the Beginning
- Prima televisiva: 10 dicembre 1955

### Trama
- Guest star: Rachel Ames (Kate Donaldson), Dane Clark (dottor Ken Donaldson), Ted de Corsia (dottor Donaldson Sr.), Phillip Pine (dottor Norman Heller), Emerson Treacy (dottor Heineman)

## The Long Day
- Prima televisiva: 17 dicembre 1955

### Trama
- Guest star: George Brent (Sam Gilmore), Steve Brodie (Robert Barton), Jean Byron (Laura Gilmore), DeForest Kelley (Matt Brander), Carol Thurston (Ann Brander), Raymond Bailey (dottor Smiley), Addison Richards (Howard 'Howie' Stevens), Bradford Jackson (Carl Eberhardt), Michael Winkelman (Sammy Gilmore, Son), Michael Garth (Joe Crane)

## Project 44
- Prima televisiva: 24 dicembre 1955

### Trama
- Guest star: Vicki Bakken, Tom Bernard (Green), Toni Carroll (infermiera Williams), Doris Dowling (dottor Janice Morgan), Ken Drake (Divinity Student Astronaut Trainee), Biff Elliot (Ed Garrett), Mary Munday (Redheaded Astronaut Trainee), Bob Nelson (Hicks), Patsy Parsons, Robert S. Richardson (dottor Robert S. Richardson), Amanda Webb, Bill Williams (dottor Arnold Bryan), Mack Williams (Undersecretary of State Everett Sturgis)

## Are We Invaded?
- Prima televisiva: 31 dicembre 1955

### Trama
- Guest star: Richard Erdman (Seth Turner), Anthony Eustrel (Galleon), Lisa Gaye (Barbara Arnold), Paul Hahn (Paul, Arnold's Aide), Pat O'Brien (dottor Walter Arnold)

## Sound of Murder
- Prima televisiva: 7 gennaio 1956

### Trama
- Guest star: Howard Duff (dottor Tom Mathews), Russ Conway (Charles S. Lyons), Wheaton Chambers (Prof. Van Kamp), Christine Larsen (Wilma Mathews), Whit Bissell (Harry Grayson), Edward Earle (dottor Joel Kerwin), Ruth Perrott (Mary Kerwin), Charles Maxwell (Agent John Randall), Olan Soule (Mr. Wilkins), Julie Jordan (Secretary), Charlotte Lawrence (centralinista), Paul Peters (guardia #1), Rod De Medici (uomo), Ann Howard (donna)

## Operation Flypaper
- Prima televisiva: 14 gennaio 1956

### Trama
- Guest star: George Eldredge (David Vollard), John Eldredge (Jonathan Vollard), Dabbs Greer (MacNamara), Mauritz Hugo (esercente dell'hotel), Kristine Miller (Alma Ford), Vincent Price (dottor Philip Redmond), William Vaughan (Richard Owen)

## The Other Side of the Moon
- Prima televisiva: 28 gennaio 1956

### Trama
- Guest star: Skip Homeier (Lawrence Kerston), Philip Ober (Prof. Carl Schneider), Beverly Garland (Katherine Kerston), William Henry (Dean Collins), Mack Williams (generale Jacob Evans), Paul Guilfoyle (dottor Sutton), Paul Hahn (Prof. Hammell), Peter Davis (Duncan), Peter Dunne (Carr)